# Polskie Stronnictwo Postępowe
Polskie Stronnictwo Postępowe (inaczej Stronnictwo Postępowo-Demokratyczne) – liberalno-demokratyczna partia polityczna działająca w Galicji w latach 1910–1918,
Utworzone zostało na wiosnę 1910 w wyniku secesji części polityków z Polskiego Stronnictwa Demokratycznego. Działało przede wszystkim we Lwowie i głównych miastach wschodniej Galicji Stanisławowie i Tarnopolu. Skupiało głównie inteligencję i drobnych przedsiębiorców. Program stronnictwa pod nazwą „Wytyczne programu PSP” uchwalono na krajowym zjeździe partii 27 listopada 1910 roku. Stwierdzano w nim: Polskie Stronnictwo Postępowe skupić chce w swoim obozie wszystkich w tym kraju zamieszkałych Obywateli, którzy broniąc niezłomnie przyrodzonych każdemu człowiekowi, już z mocy jego człowieczeństwa przysługujących praw obywatelskich i narodowych, nie uznają podziału narodu polskiego na zabory i dążyć chcą do zupełnego oswobodzenia i zjednoczenia narodu polskiego – w wolnej i niepodległej Ojczyźnie – Polsce Ludowej. Dalej domagało się wprowadzenia m.in. czteroprzymiotnikowego prawa wyborczego, praw politycznych dla kobiet, laicyzacji szkolnictwa, oraz oddzielenia państwa od Kościoła. Prezesem Stronnictwa był Bronisław Pawlewski, sekretarzem Władysław Sikorski. Do działaczy należeli: Stanisław Downarowicz, Bolesław Dybowski, Michał Janik, Ludwik Kulczycki, Bronisław Laskownicki, Aleksander Lisiewicz, Hipolit Śliwiński, Tobiasz Aszkenaze, Kazimierz Bogdanowicz, Stefan Garczyński, Józef Jaskólski, Antoni Rehman, Leon Wassenberg. Niemal od razu po powstaniu PSP odniosło znaczny sukces: mimo kontrakcji endeków i demokratów w czerwcu 1910 dwóch reprezentantów PSP, Hipolit Śliwiński i Aleksander Lisiewicz, otrzymało mandaty w wyborach do parlamentu austriackiego. Organami prasowym było czasopismo „Wiek Nowy” i „Życie”. W tym okresie dzięki swym działaczom i dobrze redagowanej prasie Stronnictwa znacznie rozszerzyło zasięg swych wpływów. Na III Zjeździe PSP (18–24 marca 1912) stwierdzono, że organizacje partyjne PSP działały już w 20 miastach. Stronnictwo było jednym z organizatorów a następnie wchodziło w skład Komisji Skonfederowanych Stronnictw Niepodległościowych (1912–1914). Po wybuchu I wojny światowej PSP weszło w skład Naczelnego Komitetu Narodowego (1914–1917). Podczas I wojny światowej szeregi członków PSP stopniały do nielicznej grupy, znacząca ich część zasiliła szeregi Ligi Niezawisłości Polski